# Geeveston
Geeveston – miasto w Australii, w południowej części Tasmanii.